# Альянс либералов и демократов за Европу (партия)
Альянс либералов и демократов за Европу — АЛДЕ (англ. The Alliance of Liberals and Democrats for Europe Party, ALDE Party) — европейская партия, основанная в 1993 году, включающая либеральные и либерально-демократические партии, в основном действующие в государствах ЕС. 
Зарегистрирована в Бельгии как некоммерческая ассоциация. Несмотря на свой законный статус как партии, АЛДЕ является скорее конфедерацией политических партий европейских стран. Входит в Либеральный интернационал. Первоначально называлась Европейская либерально-демократическая и реформистская партия (англ. European Liberal Democrat and Reform Party, ELDR Party). На 2012 год АЛДЕ является третьей по величине партией ЕС, имеет 75 мест в Европейском парламенте и 8 мест в Европейской комиссии. Молодёжным крылом ЕЛДР является организация «Европейская либеральная молодёжь» (англ. European Liberal Youth, LYMEC), объединяющая либеральные молодёжные и студенческие организации со всей Европы, насчитывающие более 200 000 человек. Также включает небольшое количество индивидуальных членов. LYMEC возглавляет немецкий политолог Александр Плар (СвДП, Германия), который был избран на двухлетний срок в качестве президента в мае 2010 года. На национальном уровне партии-члены АЛДЕ участвуют в правительствах 12 из 27 стран ЕС, включая премьер-министров Бельгии (Шарль Мишель, Реформаторское движение), Нидерландов (Марк Рютте, Народная партия за свободу и демократию), Люксембурга (Ксавье Беттель, Демократическая партия), Финляндии (Юха Сипиля, Финляндский Центр), Дании (Ларс Лёкке Расмуссен, Либеральная партия Дании), Эстонии (Юри Ратас, Центристская партия Эстонии), Словении (Марьян Шарец, Список Марьяна Шареца), Чехии (Андрей Бабиш, ANO 2011). Также партии-члены АЛДЕ представлены в правительствах Хорватии, Румынии, Латвии и Литвы.

## История
В марте 1976 года была создана Федерация либеральных и демократических партий Европы (англ. Federation of Liberal and Democrat Parties in Europe), представлявшая собой конфедерацию либеральных и либерально-демократических партий. Со временем углубление евроинтеграции привело к необходимости создания общеевропейской либеральной партии. В 1993 году на базе федерации была организована Европейская либерально-демократическая и реформистская партия. В следующем 1994 году Либерально-демократическая и реформистская (англ. Liberal and Democratic Reformist Group, LDR) депутатская группа Европарламента стала парламентской группой ЕЛДР.
30 апреля 2004 года, за день до расширения Европейского Союза, в Брюсселе состоялся внеочередной съезд, на котором организация, зарегистрированная в соответствии с бельгийским законодательством как некоммерческая ассоциация, стала европейской политической партией. В том же году на АЛДЕ и центристская Европейская демократическая партия (англ. European Democratic Party, EDP) решили совместно сформировать Альянс либералов и демократов Европы (англ. Alliance of Liberals and Democrats for Europe, ALDE) с соответствующей группой в Европейском парламенте.
10 ноября 2012 года на XXXIII ежегодном конгрессе в Дублине партия ЕЛДР была переименована в партию Альянс либералов и демократов за Европу (АЛДЕ) в целях соответствия паневропейской партии и аффилированной с ней парламентской группы.

### Президенты АЛДЕ
- 1978—1981 —  Гастон Торн
- 1981—1985 —  Вилли Де Клерк
- 1985—1990 —  Колетт Флеш
- 1990—1995 —  Вилли Де Клерк
- 1995—2000 —  Уффе Эллеманн-Енсен
- 2000—2005 —  Вернер Хойер
- 2005—2011 —  Аннеми Нейтс-Юттеброк
- 2011—2015 —  Грэм Уотсон
- 2015—2021 —  Ханс ван Баален
- 2021—2024 —  Тимми Дули (сопредседатель),  Ильхан Кючук (сопредседатель)
- 2024 — настоящее время —  Свенья Хан

## Руководство и структура
Высший орган АЛДЕ Конгресс, проводящийся обычно раз в год. На конгресс выбирают членов Бюро АЛДЕ, обсуждают и принимают резолюции, принимают Избирательный манифест АЛДЕ на выборах в Европейский парламент, вносят изменения в Устав партии. В работе Конгресса участвуют около 600—700 делегатов. В число делегатов входят члены Совета ЕЛДР, представители партий-членов в зависимости от количества голосов, полученных на последних выборах в Европарламент, по 2 представителя от партнёров и 10 представителей от Европейской либеральной молодёжи. Также в работе Конгресов принимают участие без права голосовать депутаты европарламента от АЛДЕ, члены Комитета регионов ЕС от АЛДЕ, представители либерально-демократических групп в других европейских парламентских ассамблеях, а также делегат от Либерального интернационала.

### Совет АЛДЕ
Совет действует в качестве исполнительного комитета, заседая в период между сессиями Конгресса АЛДЕ. Совет утверждает бюджет партии и принимает новых членов, а также имеет право говорить и действовать от имени АЛДЕ в период между сессиями Конгресса. В Совет входят около 100—150 членов и состоят из голосующих членов Бюро АЛДЕ, двух или более представителей партий-членов ЕЛДР в зависимости от количества голосов, полученных партией на последних выборах в Европарламент, по одному представителю от партнёров и Европейской либеральной молодёжи. Также в работе Совета могут участвовать без права голоса неголосующие члены Бюро, представители либерально-демократических групп в европейских парламентских ассамблеях (в том числе Европарламента и Комитета регионов), а также представитель от Либерального интернационала.

### Руководство
- Президент — Грэм Уотсон (Народная партия за свободу и демократию, Нидерланды, депутат Европарламента)
- Вице-президенты — Роз Скотт (Либеральные демократы, Великобритания), Марта Паскаль (Демократическая конвергенция Каталонии, Испания, член парламента Каталонии), Ангелика Млинар (Новая Австрия — Либеральный форум, Австрия, депутат Европарламента), Маркус Лонинг (СвДП, Германия), Илхан Кючюк (Движение за права и свободы, Болгария, депутат Европарламента), Тимми Дули (Фианна файл, Ирландия) и Фредерик Федерли (Партия центра, Швеция, депутат Европарламента)
- Казначей — Роман Якич («Зарес», Словения)
- Генеральный секретарь — Якоб Мороза-Расмуссен (Венстре, Дания)
- Президент Европейской Либеральной Молодёжи — Йероен Диепемат (НПСД, Нидерланды)

### Руководство фракции АЛДЕ
- Руководитель группы АЛДЕ в Европарламенте — Ги Верхофстадт (Открытые фламандские либералы и демократы, Бельгия, депутат Европарламента)
- Президент АЛДЕ в ПАСЕ — Анн Брассер (Демократическая партия, Люксембург)
- Руководитель группы АЛДЕ в Комитете регионов ЕС — Фло Клукас (Либерал-демократы, Великобритания)
- Генеральный секретарь АЛДЕ — Александр Беелс (Народная партия за свободу и демократию, Нидерланды)

### Встреча политических лидеров ЕЛДР
В дополнение к формальной структуре партии не реже двух раз в год проходят встречи политических лидеров АЛДЕ, на которых они могут обменяться мнениями по вопросам, включённым в повестку дня Совета Европы и более общие взгляды на ситуацию в Европе. Во встречах политических лидеров участвуют президент и вице-президенты АЛДЕ, члены Европейской Комиссии от Альянса, главы и члены правительств из числа членов партий входящих в АЛДЕ, лидеры партий-членов АЛДЕ и президент Европейской либеральной молодёжи.

## Члены партии
- Австрия — NEOS — Новая Австрия и Либеральный форум нем. NEOS – Das Neue Österreich und Liberales Forum
- Азербайджан — Партия равенства (азерб. Müsavat Partiyası)
- Андорра — Либеральная партия Андорры (кат. Partit Liberal d’Andorra)
- Армения — Армянское общенациональное движение (арм. Հայոց Համազգային Շարժում)
- Бельгия —
  - Реформаторское движение (фр. Mouvement Réformateur; MR)
  - Открытые фламандские либералы и демократы (нидерл. Open Vlaamse Liberalen en Democraten; VLD / OpenVLD)
- Болгария-
  - Движение за права и свободы (болг. Движение за права и свободи)
- Босния и Герцеговина — Либерально-демократическая партия Боснии и Герцеговины
- Великобритания — Либеральные демократы (англ. Liberal Democrats)
- Венгрия — 
  - Венгерская либеральная партия
  - «Моментум»
- Германия — Свободная демократическая партия (нем. Freie Demokratische Partei, FDP)
- Греция — Демократический альянс (греч. Δημοκρατική Συμμαχία)
- Грузия —
  - Республиканская партия Грузии (груз. საქართველოს რესპუბლიკური პარტია, Sak’art’velos respublikuri partia)
  - «Наша Грузия — свободные демократы» (груз. ჩვენი საქართველო — თავისუფალი დემოკრატები, Sak’art’velos respublikuri partia)
- Дания —
  - Либеральная партия Дании (дат. Venstre, Danmarks Liberale Parti)
  - Датская социально-либеральная партия (дат. Det Radikale Venstre)
- Ирландия — Фианна Файл (ирл. Fianna Fáil))
- Испания — Либерально-демократический центр (исп. Centro Democrático Liberal, CDL)
  - Каталония — Демократическая конвергенция Каталонии (кат. Convergencia Democratica de Catalunya — CDC)
- Италия —
  - «Италия ценностей — Список ди Пьетро» (итал. Italia dei Valori — Lista Di Pietro)
  - «Итальянские радикалы» (итал. Radicali Italiani)
- Кипр — Объединённые демократы (греч. Ενωμένοι Δημοκράτες, ΕΔΙ)
- Республика Косово —
  - Альянс за новое Косово (алб. Aleanca Kosova e Re, AKR)
  - Партия либералов в Косове (алб. Partia Liberale e Kosoves)
- Литва —
  - Партия труда (лит. Darbo Partija)
  - Союз либералов и центра (лит. Liberalų ir centro sąjunga)
  - Движение либералов Литовской Республики (лит. Lietuvos Respublikos Liberalų sąjūdis)
- Латвия —
  - Для развития Латвии (лат. Latvijas attīstībai)
- Люксембург — Демократическая партия (люкс. Demokratesch Partei, фр. Parti Démocratique, нем. Demokratische Partei)
- Македония —
  - Либерально-демократическая партия (макед. Либерално-Демократска партија)
  - Либеральная партия Македонии (макед. Либерална партија на Македонија)
- Молдова — Либеральная партия (рум. Partidul Liberal)
- Нидерланды —
  - Народная партия за свободу и демократию (нидерл. Volkspartij voor Vrijheid en Democratie (VVD))
  - «Демократы 66» (нидерл. Democraten 66, D66)
- Норвегия — Либеральная партия (норв. Venstre, V)
- Польша —
  - «Современная» (пол. .Nowoczesna)
- Румыния — Национальная либеральная партия (рум. Partidul Naţional Liberal)
- Северная Ирландия — Партия «Альянс» Северной Ирландии
- Сербия — Либерально-демократическая партия (серб. Либерал-демократска партиjа)
- Словакия — Свобода и солидарность (словац. Sloboda a Solidarita)
- Словения —
  - Либеральная демократия Словении (словен. Liberalna demokracija Slovenije, LDS)
  - «За реальные дела — социальные либералы» (словен. Zares — socialno liberalni)
  - Гражданский список (словен. Državljanska lista, DL)
- Украина —
  - Европейская партия Украины (укр. Європейська партія України)
  - Гражданская позиция (укр. Політична партія «Громадянська позиція»)
  - Голос (укр. Голос)
  - Слуга Народа (укр. Слуга Народу)
- Финляндия —
  - Финляндский центр (фин. Suomen Keskusta, Kesk)
  - Шведская народная партия (швед. Svenska folkpartiet, SFP; фин. Ruotsalainen kansanpuolue, RKP)
- Хорватия —
  - Хорватская народная партия — Либеральные демократы (хорв. Hrvatska narodna stranka – liberalni demokrati, HNS)
  - Хорватская социал-либеральная партия (хорв. Hrvatska socijalno liberalna stranka)
  - Демократическая ассамблея Истрии (хорв. Istarski demokratski sabor, итал. Dieta democratica istriana)
- Чехия — ЛИДЕМ — Либеральные демократы (чеш. LIDEM – liberální demokraté)
- Швейцария — Свободная демократическая партия. Либералы (нем. FDP.Die Liberalen, фр. PLR.Les Libéraux-Radicaux, итал. PLR.I Liberali, романш. PLD.Ils Liberals)
- Швеция —
  - Партия центра (швед. Centerpartiet)
  - Народная партия — либералы (швед. Folkpartiet liberalerna)
- Эстония —
  - Центристская партия Эстонии (эст. Eesti Keskerakond)
  - Партия реформ Эстонии (эст. Eesti Reformierakond)

## АЛДЕ и Россия
От Российской Федерации в АЛДЕ участвали: Российская объединённая демократическая партия «Яблоко» и Партия народной свободы (Парнас).
Партия «Яблоко» входила в состав АЛДЕ с 2006 года до момента признания альянса «нежелательной организацией» в России (она также с 1998 года участвует в работе Либерального Интернационала).
12 июля 2008 года вице-президент ЕЛДР принял участие в работе съезда Российского народно-демократического союза. 30 октября 2008 года состоялось официальное вступление РНДС в ЕЛДР.
С 2013 году партия «ПАРНАС» является полноправным членом партии «Альянс либералов и демократов за Европу» (ALDE), став правопреемником РНДС и была таковым до роспуска партии в 2023 году.
3 марта 2025 года партия «Яблоко» вышла из состава АЛДЕ, так как альянс был признан нежелательной организацией по решению Генпрокуратуры.